# Wahl zum Schwedischen Reichstag 1968
Die Wahl zur Zweiten Kammer des Schwedischen Reichstags fand am 15. September 1968 statt. Es war die letzte Wahl vor Einführung des Einkammersystems.
Die Sozialdemokraten gewannen zum ersten Mal seit 1940 wieder die absolute Mehrheit. Der sozialdemokratische Ministerpräsident Tage Erlander konnte sein Amt weiter ausführen, ohne auf eine Tolerierung, etwa durch die Kommunisten, angewiesen zu sein.
Die Centerpartiet stieg erstmals zur zweitstärksten Partei auf. Die kommunistische Linkspartei konnte nur noch drei Mandate erringen.

## Wahlergebnis
- VPK: 3
- S: 125
- C: 39
- FP: 34
- H: 32

| Partei                            | Partei                                                     | Parteivorsitzender                | Stimmen             | Stimmen | Stimmen | Mandatsverteilung | Mandatsverteilung |
| Partei                            | Partei                                                     | Parteivorsitzender                |                     | %       | +− %    | Sitze             | +−                |
| --------------------------------- | ---------------------------------------------------------- | --------------------------------- | ------------------- | ------- | ------- | ----------------- | ----------------- |
|                                   | Socialdemokraterna (Sozialdemokraten)                      | Tage Erlander                     | 2.420.242           | 50,12   | +2,85   | 125               | +12               |
|                                   | Centerpartiet (Zentrumspartei / agrarisch-liberal)         | Gunnar Hedlund                    | 778.818             | 16,13   | +2,95   | 39                | +6                |
|                                   | Folkpartiet (Volkspartei / rechtsliberal)                  | Sven Wedén                        | 724.899             | 15,01   | −2,09   | 34                | −8                |
|                                   | Högerpartiet ((Rechts-)Konservative)                       | Yngve Holmberg                    | 670.478             | 13,88   | +0,16   | 32                | +;0               |
|                                   | Vänsterpartiet kommunisterna (Linkspartei / kommunistisch) | Carl-Henrik Hermansson            | 145.127             | 3,01    | −2,21   | 3                 | −5                |
|                                   | Kristen demokratisk samling (Christdemokraten)             | Birger Ekstedt                    | 72.411              | 1,50    | −0,28   | —                 | —                 |
|                                   | andere Parteien                                            | —                                 | 17.276              | 0,36    | −1,49   | —                 | —                 |
| gültige Stimmen / Sitze insgesamt | gültige Stimmen / Sitze insgesamt                          | gültige Stimmen / Sitze insgesamt | 4.829.296           | 100,00  |         | 233               | +5                |
| ungültige Stimmen                 | ungültige Stimmen                                          | ungültige Stimmen                 | 32.605              |         |         |                   |                   |
| Stimmen insgesamt                 | Stimmen insgesamt                                          | Stimmen insgesamt                 | 4.861.901 (89,48 %) |         |         |                   |                   |